# 4270 Juanvictoria
4270 Juanvictoria este un asteroid din centura principală, descoperit pe 1 octombrie 1975.